# チャイナドラゴン (アイスホッケー)
チャイナ・ドラゴンは、かつて中国に存在した男子アイスホッケーチーム。中国黒竜江省チチハル市を本拠地としていた。ホームリンクは、チチハル冬季スポーツセンター。北京市・上海市などでもホームゲームを開催した。アジアリーグアイスホッケーに参加していた。

## 概要
前身となったチームは、1945年にハルビンアイスホッケーチームとして創設された。
アジアリーグアイスホッケーには2季目となる2004/05シーズンから長年のライバルであるチチハルと共に参加。中国リーグなど、中国内の大会においては最多優勝回数を誇るが、アジアリーグではレベル差が激しく、チチハルとともにリーグ最下位争いの常連となってしまっていた。
2006年シーズンは、浩沙集団（浩沙集团）のスポンサーシップを受け、本拠地を北京に移転して浩沙（Hosa）として活動した。
2007年シーズンより長春富奥氷球倶楽部と合併し、中国浩沙として中国代表チームのような形でアジアリーグに参加することになった。開幕直前にNHLのサンノゼ・シャークスからスタッフ、選手の派遣を受けることが決まり、チーム命名権をシャークスに譲り、「中国シャークス」と改称。翌シーズンは日本語表記を「チャイナシャークス」と統一した。
2009年、サンノゼ・シャークスが日本人選手と外国籍選手を中心としたチーム運営を行うことにしたため、中国協会がサンノゼ・シャークスとの提携を解消、「チャイナドラゴン」と改称した。
2011年、同じくアジアリーグに所属する東北フリーブレイズの親会社であるゼビオ株式会社と、中国での冬季スポーツの振興に関する提携で合意した。その一環で監督の荒城啓介と選手をレンタル移籍で獲得することとなった。
2016–17年アジアリーグに参加後、2017-18年アジアリーグへの参加を断念、活動停止した。

## 歴史
- 1945年 - ハルビン市を本拠地としてハルビンアイスホッケーチーム創設。（創設時期が満州国時代なのか中華民国時代なのかは不明）
- 2004年 - アジアリーグアイスホッケーに初参加。初年度は8チーム中7位に終わる。
- 2006年 - 北京で浩浩沙集団（浩沙集团）のスポンサーシップを受け、北京へ移転。チーム名を「浩沙（Hosa）」と変更する。なお、選手はハルビン在住のままで試合の度に北京へ移動している。
- 2007年 - 長春富奥チームと合併しチーム名を「中国浩沙」と変更。開幕直前にサンノゼシャークスと提携、チーム名を「中国シャークス」と再変更。
- 2008年 - チーム名日本語表記を「チャイナシャークス」に統一。本拠地を上海に移転。
- 2009年 - 中国協会の意向によりサンノゼシャークスとの提携を解消、チーム名を「チャイナドラゴン」と改称した。
- 2011年 - 中国国家体育総局とゼビオ株式会社が中国での冬季スポーツの振興に関する提携で合意し東北フリーブレイズから監督、選手のレンタル移籍を受けている。またチャイナドラゴンからも中国人選手がフリーブレイズに参加実績がある。
- 2014年 - 9月23日の対High1戦で勝利。2009年11月29日からのアジアリーグでの連敗を182でストップさせた。
- 2017年 - 2017-2018シーズンのアジアリーグにチャイナドラゴンが不参加・解散となり活動停止。

## 主な成績

### アジアリーグ
順位()内はリーグ参加チーム数。
| 年度    | レギュラーリーグ | レギュラーリーグ | レギュラーリーグ | レギュラーリーグ | レギュラーリーグ | レギュラーリーグ | レギュラーリーグ | レギュラーリーグ | レギュラーリーグ | レギュラーリーグ | レギュラーリーグ | レギュラーリーグ | プレイオフ |
| 年度    | 試合             | 勝利             | 延長勝           | GWS勝            | 引分             | GWS負            | 延長負           | 敗戦             | 得点             | 失点             | 勝点             | 順位             | プレイオフ |
| ------- | ---------------- | ---------------- | ---------------- | ---------------- | ---------------- | ---------------- | ---------------- | ---------------- | ---------------- | ---------------- | ---------------- | ---------------- | ---------- |
| 2004–05 | 42               | 7                | 2                | --               | 1                | --               | 0                | 32               | 91               | 255              | 26               | 7位(8)           | ---        |
| 2005–06 | 38               | 7                | 1                | --               | 1                | --               | 0                | 29               | 68               | 198              | 24               | 8位(9)           | ---        |
| 2006–07 | 34               | 6                | 0                | --               | 0                | --               | 1                | 27               | 86               | 188              | 29               | 7位(8)           | ---        |
| 2007–08 | 30               | 3                | 0                | --               | 0                | --               | 1                | 26               | 63               | 159              | 10               | 7位(7)           | ---        |
| 2008–09 | 36               | 5                | 1                | 1                | --               | 3                | 1                | 25               | 60               | 129              | 23               | 6位(7)           | ---        |
| 2009–10 | 36               | 1                | 0                | 0                | --               | 0                | 0                | 35               | 64               | 218              | 3                | 7位(7)           | ---        |
| 2010–11 | 36               | 0                | 0                | 0                | --               | 1                | 1                | 34               | 46               | 248              | 2                | 7位(7)           | ---        |
| 2011–12 | 36               | 0                | 0                | 0                | --               | 0                | 1                | 35               | 53               | 251              | 1                | 7位(7)           | ---        |
| 2012–13 | 42               | 0                | 0                | 0                | --               | 1                | 1                | 40               | 67               | 297              | 2                | 7位(7)           | ---        |
| 2013–14 | 42               | 0                | 0                | 0                | --               | 0                | 0                | 42               | 58               | 340              | 0                | 8位(8)           | ---        |
| 2014–15 | 48               | 5                | 1                | 2                | --               | 1                | 1                | 38               | 116              | 248              | 23               | 9位(9)           | ---        |
| 2015–16 | 48               | 3                | 3                | 1                | --               | 2                | 3                | 36               | 105              | 247              | 22               | 9位(9)           | ---        |